# 低温物理学
低温物理学（ていおんぶつりがく、Low Temperature Physics）は、温度を低下させることで発現する現象を研究する物理学分野の総称である。どの程度の温度を「低温」と呼ぶかは、考える現象によって大きく異なるが、大まかには液体窒素の沸点(77ケルビン)以下、または液体ヘリウムの沸点(4.2ケルビン)以下の温度に、低温物理学の研究対象が存在することが多い。
低温物理学の研究対象は非常に広く、自然界に存在する物質だけでなく、宇宙(過去の宇宙を含む)からデバイスまでを含む。低温物理学は凝縮系物理学(物性物理学)の一部であるが、宇宙・素粒子・原子核物理学などとも密接に関連しており、実際超伝導のBCS理論のように素粒子物理学に多大な影響を与えた例も数多い。また物理現象も超伝導、超流動(ボース・アインシュタイン凝縮現象を含む)、磁性、近藤効果、アンダーソン局在、フェルミ液体・朝永ラッティンジャー流体、トポロジカル現象(量子ホール効果等)など、極めて多岐にわたる。また多くの場合、低温現象は量子力学的効果により生じるか、または密接に関連している。超流動と超伝導は特に粒子集団の量子力学的性質が巨視的スケールで発現する現象であるため、巨視的量子現象(Macroscopic Quantum Phenomena)と呼ばれる。
低温実験では、安定した低温環境を実現して物理量の精密測定をするため、低温を生成し温度を測定する技術と、発熱を極力抑制した精密測定技術が必要である。前者の研究分野を特に低温工学(Cryogenics)と呼ぶ。後述するように、多くの低温生成技術の発展は、低温物理学の研究進展と表裏一体に進んできており、その典型例として3He-4He希釈冷凍機やレーザー冷却技術が挙げられる。低温工学には、GM(Gifford-McMahon)およびパルスチューブ冷凍機に代表される冷凍技術、MRIなどに用いられる超伝導磁石や加速器技術、X線天文学など宇宙空間での低温生成および測定技術等が含まれる。
従来、低温の生成にはあらかじめ何らかの方法で準備された寒剤(Cryogen)を用いることが一般的であった。寒剤は通常沸点や融点等の一定温度に保持され、冷やしたい物質から熱(潜熱)を吸収して蒸発、融解または昇華しながら一定温度を保持する。寒剤の種類は数多く、室温に近いものから氷水、ドライアイス、液体酸素、液体窒素(液体空気)、液体水素、液体ヘリウムが主に用いられている。物性実験研究では、1990年代より急速に普及した小型冷凍機(GMおよびパルスチューブ冷凍機)を用いた装置開発が進み、寒剤を必要とせず電力のみで低温を生成することが可能になっている。これまでに稼働している超伝導量子コンピュータには、全てパルスチューブ冷凍機をベースとする無冷媒希釈冷凍機が使用されている。また2024年現在、日本ではヘリウムの供給難から低温物理学研究用の液体ヘリウムは極めて高額になっている(液体1リットルあたり約1万円)。このような事情のため、従来1ケルビン程度の極低温生成に不可欠であった液体ヘリウムは、昔ほど使用されなくなっている。
なお用語として、作業物質等を用いて他の物質(実験試料など)の温度を下げることを冷凍(refrigeration)と呼び、作業物質や物理系自らの温度を下げることを冷却(cooling)と呼んで区別する。例えば前者にはパルスチューブ冷凍(機)(pulse tube refrigerator)、希釈冷凍(機)(dilution refrigerator)、(核)断熱消磁冷凍(装置)(adiabatic (nuclear) magnetic refrigeration, ADR)などがあり、後者にはレーザー冷却(laser cooling)、核冷却(nuclear cooling)、ポメランチュク冷却(Pomeranchuk cooling)などがある。

## 低温物理学の歴史[4][5]
低温物理学は、ハイケ・カマリン-オンネス(Heike Kamerlingh-Onnes)によるヘリウムの液化(1908年)に始まったと言って良い。液体ヘリウムの沸点は4.2K((ケルビン)=摂氏マイナス269度)とあらゆる物質の中で最低温度であり、さらに強制蒸発により1K程度までの温度が安定して得られるようになった。ヘリウムを寒剤として様々な物質が冷やされると、まさに人知を超えた多様な物理現象が発見されていった。金属の超伝導(1910年)、液体ヘリウムの超流動(1938年、異常な挙動はそれ以前に観測されていた)、電気抵抗極小(1930年頃)などが、その代表例として知られる。また、低温現象の解明には量子力学が本質的であることは早くから認識されていた。超伝導などの発見と前後して1920年代に量子力学が完成したことで、磁性を含む多くの低温現象が量子力学的効果に支配されていることがわかった。しかし、超伝導や超流動などの量子現象の解明には、その後も長い時間が必要であった。
低温技術の面では、1930年代より低温生成の手法として断熱消磁法(電子スピンによる断熱消磁法)が考案され、希釈冷凍機が普及するまでの低温研究で重要な役割を果たすとともに、1970年代からの核断熱消磁技術(核スピンによる断熱消磁)による超低温物理学の発展に寄与した。電子スピンによる断熱消磁を用いた有名な研究として、ウーにより行われた弱い相互作用におけるパリティ非保存の実験が挙げられる。また第二次世界大戦における原爆開発と戦後の原子炉建設により、ヘリウムの同位体であるヘリウム3(3He)の大量生成と液化が可能となったことは重要である。人類が液体ヘリウム3を手にしたことにより、現在の量子情報技術に不可欠である希釈冷凍機が発明され、また液体ヘリウム3の超流動の発見が凝縮系物理学の大きな進展をもたらした。
低温物理学における多くの基本概念が確立したのは1950-60年代で、特に超伝導のBCS理論(1957年)、ランダウのフェルミ液体理論(1957年)は以後の物理学全体に大きな影響を与え、物理学理論構築の指針となってきた。また磁性不純物を含む金属が低温で抵抗極小を示す現象は1930年代から長く謎とされてきたが、1964年に近藤淳が理論的に解明し、この現象自体が近藤効果と呼ばれるようになった。近藤効果も低温物理学の重要な研究対象であり、素粒子物理など様々な分野に影響を与えている。アンダーソンはその著書「Basic Notions in Condensed Matter Physics(凝縮系物理学の基本概念)」の中で、最も重要な凝縮系物理学の基本概念として「対称性の破れ」と「断熱的連続性」を挙げているが、超伝導・超流動研究が前者へ、近藤効果やフェルミ液体の研究が後者の概念の確立に、極めて重要な役割を果たした。
低温物理学の発展は、1960年代に3つの大きな技術革新をもたらした。それは希釈冷凍機、超伝導磁石、超伝導量子干渉素子(SQUID)であり、これらはそれぞれ3He-4He混合液、第二種超伝導、ジョセフソン効果の研究成果に基礎を置いている。希釈冷凍機とジョセフソン効果(素子)は現在の超伝導量子コンピュータの核となる技術であり、超伝導磁石はMRIや加速器の磁場発生装置として、現代文明の発展に不可欠なものになった。
1970年代の低温物理学における重要な発見としては、液体ヘリウム3の超流動が挙げられる。BCS理論が超伝導の基本理論として確立した後、これを素粒子や原子核物理に応用する試みが盛んになった。中でもフェルミ粒子系(フェルミ液体)としての物性が解明されつつあった液体ヘリウム3にBCS理論を応用して、ヘリウム3のクーパー対形成による超流動状態を予測する理論研究が60年代に展開された。理論予想に動機づけられて発展したポメランチュク冷却法により液体ヘリウム3を1mK(ミリケルビン)程度の超低温まで冷却することが可能となり、1972年にオシェロフらが液体ヘリウム3の超流動を発見した。超流動ヘリウム3は金属のs波超伝導状態とは異なりクーパー対がp波三重項状態をなすため、対称性が異なる3つの安定な相(A、B、A1相)を有することが明らかになり、異方的超流動体の最初かつ典型的な例として確立した(現在はエアロジェル中3Heにおいて、ポーラー相と呼ばれる第4の相も観測されている)。また超流動ヘリウム3や固体ヘリウム3の核磁性の研究を大きな動機として、絶対温度1mK以下の超低温領域の開拓が盛んになり、銅や希土類化合物を作業物質とする核断熱消磁冷凍法が発展した。現在まで、物質の最低温度として数μK(マイクロケルビン)、核スピン系の最低冷却温度として10pK(ピコケルビン)程度が達成されている。
物質の磁気的性質(磁性)の研究には高い磁場温度比(H/TまたはB/T)が不可欠であり、その実現には上述の超伝導磁石と希釈冷凍機の組み合わせが重要な役割を果たしてきた。低温強磁場での重要な現象として、半導体界面に実現される2次元電子系においてホール伝導度がh/e(プランク定数/電子素電荷)の整数倍に量子化される量子ホール効果が1980年に発見された。こんにち量子ホール効果は、電子波動関数のトポロジカルな性質に起因するトポロジカル現象の典型例と認識されているだけでなく、抵抗標準や微細構造定数の測定標準としても役立っている。量子ホール効果発見の数年後には、伝導度が上記量子単位の分数倍に量子化される分数量子ホール効果が発見され、電子間相互作用が重要な役割を果たす新しい量子液体状態として理解されている。
1986年にベドノルツとミュラーにより発見された銅酸化物高温超伝導体は、超伝導研究者の夢であった液体窒素温度(77K)を超える臨界温度(超伝導転移温度)を有する超伝導物質の発見をもたらしたという意義以上に、社会的・科学的に極めて大きなインパクトを与え、室温超伝導実現への期待を背景に凝縮系物理学の理論と実験両方を革新させた。強相関電子系と呼ばれる一大分野が形成され、光電子分光や低温走査トンネル顕微鏡などの電子状態を低温で調べる実験手法が大きく発展した。酸化物高温超伝導体の研究分野の成熟を経て、超伝導は現在もなお最も活発な低温物理学の研究対象であり続けている。
同時期に大きく発展した、半導体や金属の微細加工で作成された量子細線や量子ドットによるメゾスコピック物理・ナノ物理も低温物理学の重要な分野である。サブミクロンサイズのリングやポイントコンタクトによるアハラノフ・ボーム効果やコンダクタンス量子化、コンダクタンスの普遍的ゆらぎなどが観測され、微細な系の量子統計力学に対する理解が刷新されるとともに、超伝導量子コンピュータを始めとするデバイス応用に大きく寄与している。
以上の低温物理学分野は全て固体中電子と液体ヘリウムを中心とする凝縮系の研究であったが、1990年代に突如として全く新しい低温物理学の一分野が創始された。超低温冷却原子気体の登場である。コーネル、ワイマンらの原子物理研究者は、レーザー冷却と蒸発冷却の手法を組み合わせてアルカリ原子(Rb等)を準安定な気体のままナノケルビンの超低温に冷却し、ボース・アインシュタイン凝縮(BEC)を達成した。冷却原子気体の研究は瞬く間に低温物理学を席巻して爆発的に発展し、BECだけでなくフェルミ原子気体の縮退と超流動転移(BEC-BCSクロスオーバー)まで観測され、活発な研究が行われている。冷却原子気体は従来の低温物理学研究と異なり、原子そのものやその位相を可視化して観測できることに大きな特長がある。現在までに物理学のほとんど全ての分野と関連する膨大な研究成果が得られているとともに、次世代量子コンピュータとしての発展も期待されている。
21世紀に入って発展した低温物理学の新分野として、中村泰信らにより創始された超伝導量子コンピュータ(量子情報)の研究と、トポロジカル絶縁体に代表されるトポロジカル物質の研究が挙げられる。前者は量子コンピュータの実機として世界各国で開発設置され、量子情報研究を牽引している。後者は凝縮系物理学におけるトポロジーの重要性を示し、デバイス応用も期待されている。

## 現在の低温物理学分野
低温物理学に含まれる研究対象は非常に広いが、大まかには3年に一度開催されている低温物理学国際会議(LT)が扱うトピックスにより、最新の研究分野の動向を知ることができる。直近では2022年に札幌でLT29が開催されたが、プログラムの分類は(1)量子気体・液体・固体、(2)超伝導、(3)磁性と量子相、(4)ナノ物理と量子情報、(5)低温技術とデバイス応用、であった。2025年8月にスペインで開催予定のLT30におけるプログラム分類は、(1)量子気体・液体・固体、(2)超伝導、(3)量子物質 - 磁性とトポロジー、(4)ナノ物理と量子輸送、(5)量子情報と技術、(6)低温技術と応用、となっている。

## 低温物理学の基本概念
低温物理学の研究対象には、物理学の普遍性(universality)と、物質科学の創発性(emergence)が顕著に表れる。その最も端的な例が超伝導である。超伝導は金属中の電子が格子振動(フォノン)を媒介とする対(クーパー対)を組んで単一の状態に凝縮することで発生するが、カマリン-オンネスによる発見以前に予測することはできなかった。仮にその時点で量子力学が完成していても、予測することは不可能であった。すなわち、超伝導現象は電子という個別には性質がよくわかった粒子が示す「創発」であり、アンダーソンの言う「More is different(多は異なり)」の最も典型的な例である。
また、超伝導はBCS理論により最終的に理解されたが、BCS理論が粒子数を保存しない(ゲージ不変性が破れている)ことに不満を抱いた南部陽一郎が、2年以上の考察の末にこの問題を解決し、「対称性の自発的破れ」の概念に到達したことはよく知られている。さらに南部の考えはヒッグスらによりヒッグス機構の概念に発展し、現在の素粒子物理学における標準理論を基礎づけている。このような物理学の発展形態は物理法則の普遍性に根ざしたものであり、超伝導などの低温現象が決して常温から離れた特殊な世界のみで起こる現象ではないということを意味している。

## 低温を実現する方法
液体ヘリウムによる蒸発冷却
入れ子状に複数の真空槽・液体窒素槽をもつガラス製デュワーに液体ヘリウムを貯め、ここに温度素子や目的の試料を取り付けたプローブを浸す方法。大気圧下においてはヘリウムの沸点である4.21ケルビンへ到達する。さらにヘリウム槽を減圧することで1ケルビン台へ到達可能。後述のヘリウムフロー方式に比べると温度変動は少ないが、日本においてはガラス製デュワーが入手困難である。ヘリウム温度以下の低温から室温までの広い温度範囲を測定する場合には、ヘリウム槽に直にサンプルを入れるのではなく、低気圧のヘリウムガス（コンタクトガス）で満たした槽を設けることでより安定的に温度を操作することができる。
ヘリウムフロー
試料部へ伸びるステンレス製の管の中に液体ヘリウムを流し、先端の熱伝導によって試料を冷却する方法。光電子分光など試料を真空中へ露出させる必要がある場合に用いられる。このとき試料部から実験室室温までが金属によって繋がれることになるので、素材としては室温からの熱流入を抑える目的で、比較的熱伝導の低いものが用いられる。一方で管が長ければ長いほど熱膨張による試料部の位置のずれが大きくなる。管の長さについては30-150センチメートル程度のものが用いられる。
フローには通常のヘリウムトランスファよりも流量の低い専用のトランスファーチューブを用いる。また蒸発したヘリウムガスを回収するための経路が必要になる。到達温度は、試料部の複雑さにもよるが、概ね4-10K程度である。ヘリウム回収の圧力変動によって、ヘリウムの流量が変化しやすく温度変動が比較的大きい。クライオスタットその物の製作については比較的容易である。
ヘリウムガスフロー
液体ヘリウムを試料空間に導く経路を設け、空間内をポンプ等で減圧し、吸引により空間内に導入される液体ヘリウムの量及び温度を適切にコントロールすることで試料空間の温度を調整する方法である。温度の調整の容易さや均一性の良さが特徴である。蒸発冷却では精緻な温度調整が難しく、またヘリウムフローでの熱伝導による冷却が比較的温度調整に対する試料部の温度のレスポンスが悪く温度の均一性などにも問題が生じがちであるのに比べ、ヘリウムガスのフローによって冷却および調整を行うこの方式は、強制的に試料を一定の目標温度に冷却・加熱する方法であり、より確実な方法であるといえる。ただし、液体ヘリウム4を減圧して得られる1ケルビン程度以下の温度に冷却することはこの方法では難しい。その確実性から市販品を中心に現在多くの低温測定を行う実験機器で取り入れられている。
その他
- 3He-4He希釈冷凍法
- 核断熱消磁（断熱消磁）
- レーザー冷却

## 現象
- 超伝導 (Superconductivity)
- 超流動 (Superfluidity)
- 量子ホール効果 (Quantum Hall effect)
- 近藤効果 (Kondo effect)
- ボース＝アインシュタイン凝縮